# 赤坂Bizタワー
赤坂Bizタワー（あかさかビズタワー，Akasaka Biz Tower）は、東京都港区赤坂5丁目にある超高層ビル（オフィスビル・商業施設）である。東京放送（現：TBSホールディングス）主導の「TBS赤坂5丁目開発計画」によって赤坂に誕生した。再開発地区「赤坂サカス」の一角をなす。

## 概要
高さ179.3m、地上39階・地下3階で延べ床面積18万6866m2の規模を持ち、赤坂サカスプロジェクトのプロジェクト・マネージメントを行った三井不動産が土地建物所有者である東京放送（現：TBSホールディングス）から一括で賃借し、プロパティマネジメント業務も受託している。民間都市再生事業計画認定事業。
2008年（平成20年）1月31日に竣工し、2月下旬からオフィステナントが入居を開始。3月6日に商業施設がオープンし、赤坂サカスのグランドオープンに先立ちフルオープンした。
地下1階から3階までは商業施設『赤坂Bizタワー・ショップス&ダイニング』で、ファサードにライムストーンを張り、石造りの街をイメージした。開業時には地元の老舗飲食店など46店舗がテナントとして入った。
4階から上は賃貸オフィスフロアで、当初は38階を将来の拡張に備えて賃貸していなかったが、2014年現在は貸室としている。タワー東側にオフィスのエントランスと3層吹き抜けのオフィスロビーを配置。一ツ木通りから15mセットバックしたアプローチ部分を、ベンチのあるオープンな広場とした。また各フロア南側2ヶ所に、ともに12m2の休憩スペース「スカイビューラウンジ」を設け、ほぼ満室で開業した。

## テナント

### 賃貸オフィス
- 博報堂DYホールディングス
  - 博報堂
  - 博報堂DYメディアパートナーズ
- INPEX
- LSEG（リフィニティブ）
- 本田技研工業
- 毎日放送（MBS）東京支社 - 生放送対応のテレビ・ラジオ専用スタジオを完備。
- 東京エレクトロン
- BGC証券
- キャンターフィッツジェラルド証券
- J.Score
- ラッセル・レイノルズ
- イー・ギャランティ
- fantasista
- マン・グループ
- 三井物産スチール
- クラウド・ストライク
- Lキャタルトン
- ビタブリッドジャパン
- フレッシュフィールズブルックハウスデリンガー

## アクセス
- 東京メトロ千代田線「赤坂駅」直結（地下2階が直接接続）
- 東京メトロ銀座線・丸ノ内線「赤坂見附駅」より徒歩5分
- 東京メトロ銀座線・南北線「溜池山王駅」より徒歩6分